# Kobra královská
Kobra královská (Ophiophagus hannah) je druhem jedovatého hada z čeledi korálovcovitých, který žije v oblasti jižní a jihovýchodní Asie. Jako jediný náleží do samostatného rodu Ophiophagus. Jedná se patrně o nejdelšího jedovatého hada na světě s běžnou délkou 2–4,5 m, maximální asi 5,85 m. Zbarvení má různě od téměř černé, šedé, tmavě zelené až světle zelené, v závislosti na lokalitě, břicho je vždy světlejší. Specializuje se na lov jiných hadů, ale výjimkou není ani kanibalismus.
Je to jediný had, který staví hnízdo. Samice je březí 50–59 dní a jako vejcorodý druh klade nejčastěji 14–43 vajec. Za 51–100 dní inkubace se líhnou mláďata o velikosti 48–65 cm. Jsou zcela nezávislá a brzy se vydávají sama lovit potravu.
Podobně jako jiné kobry nebo mamby i kobra královská na obranu zvedá přední část těla, zastrašuje protivníka roztaženým krčním límcem (kapucí), nafukuje tělo a syčí. Navzdory své hrůzostrašné pověsti se lidem ráda a celkem úspěšně vyhýbá, ale je-li vyprovokována k útoku, dokáže zasáhnout cíl na dlouhé vzdálenosti a i vysoko nad zemí. Když uštkne, často zůstane zakousnuta a tzv. žvýkáním vstříkne do oběti velké množství jedu: pravděpodobnost intoxikace je sice vysoká, ale letalita navzdory očekávání nižší.
Kobra královská má významné postavení v mytologii a lidových tradicích Indie, Bangladéše, Srí Lanky nebo Myanmaru. Indové považují kobru královskou za národního plaza své země, nejen v Indii je také chráněná. Mezinárodní svaz ochrany přírody (IUCN) považuje druh za zranitelný, zejména proto, že přichází o životní prostředí, kvůli čemuž je dnes v některých oblastech velmi vzácný.

## Taxonomie a nomenklatura
První vědecký popis kobry královské pochází z pera dánského lékaře a zoologa Theodora Edwarda Cantora, z roku 1836, který ji uvedl pod binomickým jménem Hamadryas hannah = odvozeno od jména nymf v řecké mytologii, žijících na stromech (kobra královská je částečně stromová). V roce 1864 ji německo-britský zoolog Albert Günther umístil do rodu Ophiophagus = „požírač hadů“, protože se specializuje na lov hadů. Vědecký název Ophiophagus hannah, pod jakým je známa dnes, byl představen v roce 1945 a stál za ním americký herpetolog Charles Mitchill Bogert, který první usoudil, že se tento druh výrazně liší od kober z rodu Naja.
Kobra královská je jediným druhem monotypického rodu Ophiophagus. Co se příbuzenských vztahů týče, podle genetických studií má druh nejblíže k bungarům, hadům z rodu Elapsoidea a mambám.
Zatím se nevětví na žádné poddruhy, ale podle výzkumu publikovaného v roce 2021 existují patrně čtyři nezávisle se vyvíjející, geograficky oddělené linie kobry královské, které se od sebe významně liší jak fyzicky (např. zbarvením – výrazné vs. sotva rozeznatelné proužky na těle, nebo patrně i toxicitou), tak behaviorálně (některé samice hnízda střeží, jiné po nakladení vajec hnízda opouštějí), ale rovněž také geneticky (dle analýz DNA). Systematické dělení stejně jako navržené vědecké názvy musí být, pokud budou, nejprve ještě schváleny Mezinárodní komisí pro zoologickou nomenklaturu.
Dle studie se na základě regionálního výskytu kobra královská dělí na:
- kobry královské (poddruh) nebo jiné (druh) z jihozápadní Indie
- kobry královské nebo jiné z východní Indie a Číny
- kobry královské nebo jiné z Indonésie a Malajsie
- kobry královské nebo jiné z Filipín.

Rozdělení může pomoci lépe hadům porozumět a chránit jejich populaci, ale také vyvinout účinnější antidotum na konkrétní, specifičtější jed hadů.

## Výskyt a biotop

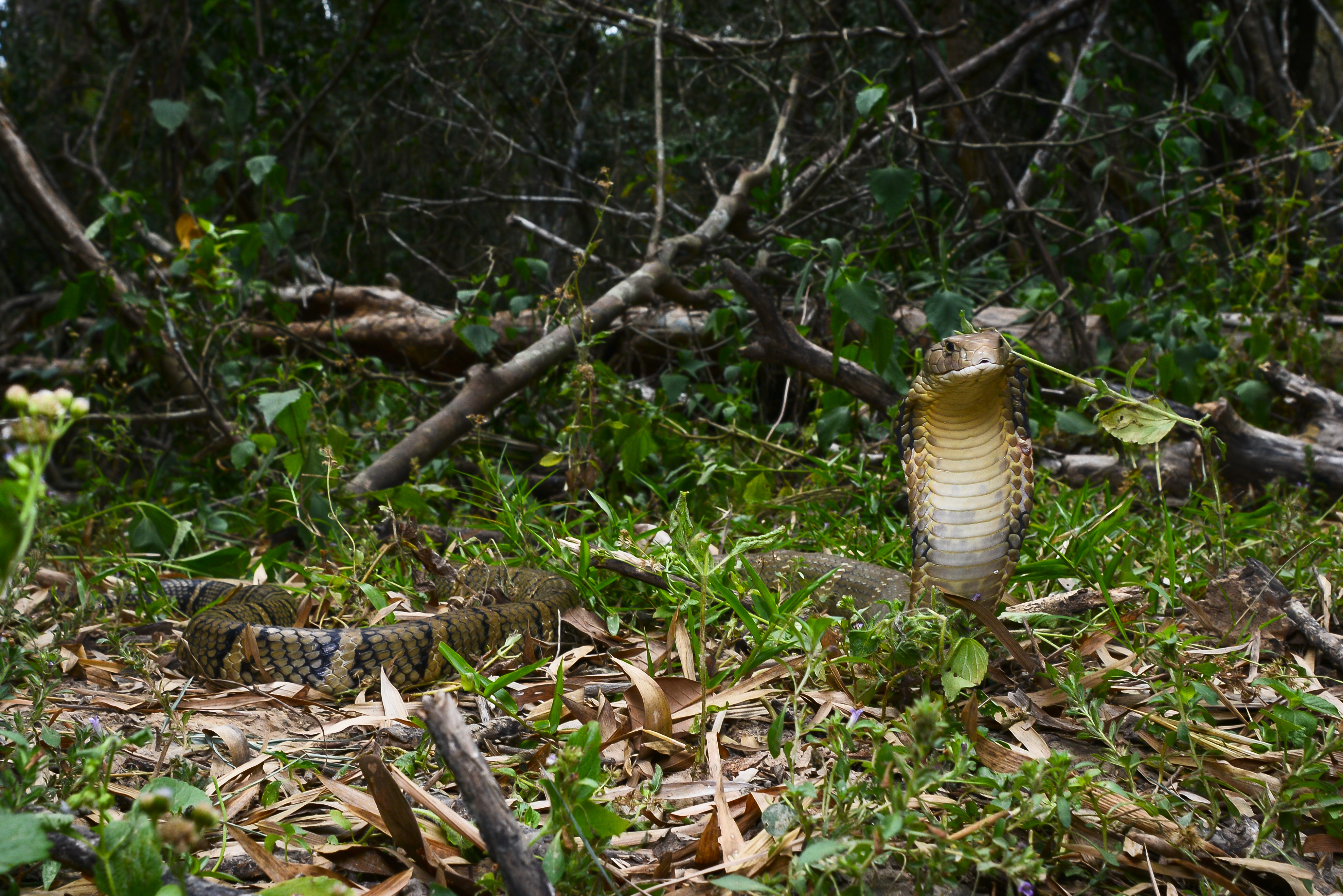
Dobře maskovaná kobra královská ve svém přirozeném prostředí v Thajsku

Kobra královská žije v jižní a jihovýchodní Asii, kde obývá lokality do nadmořské výšky až 2 000 metrů (rekordem je 2 135 m). Oblast výskytu zahrnuje území Bangladéše, Bhútánu, Bruneje, Číny, Hongkongu, Indie, Indonésie, Kambodže, Laosu, východní a západní Malajsie, Myanmaru, Nepálu, Filipín, Singapuru, Thajska (zde zaznamenána ve všech regionech a stále hojná), Tibetu a Vietnamu. Možná pronikla i do Pákistánu.
Oblíbeným až klíčovým stanovištěm jsou husté pralesy, ale pokud nemá na výběr, dokáže se do určité míry přizpůsobit. V takovém případě ji lze nalézt v otevřených lesích, mangrovech nebo v zemědělských oblastech (např. na plantážích palmy olejné nebo čajovníku). Nepohrdne ani horskými oblastmi Indie. Ráda se zdržuje poblíž vody a umí dobře plavat – jedinci žijící blízko civilizace mají v oblibě i různé stokové sítě (kanalizace) nebo propustky. Také dokáže obratně lézt po stromech, kam vylézá za potravou nebo se zde vystavuje slunci a vyhřívá se. Aktivní je zpravidla za denního světla, ale činná může být místy i v noci. Had je samotářský, samce se samicí spolu uvidíme pouze v období páření. Domovský okrsek jedné kobry může mít rozsah až 6,3 km2. Vyznačuje se tedy nízkou populační hustotou, ale není zřejmé, zda přirozeně, nebo následkem snižující se divoké populace.

## Popis

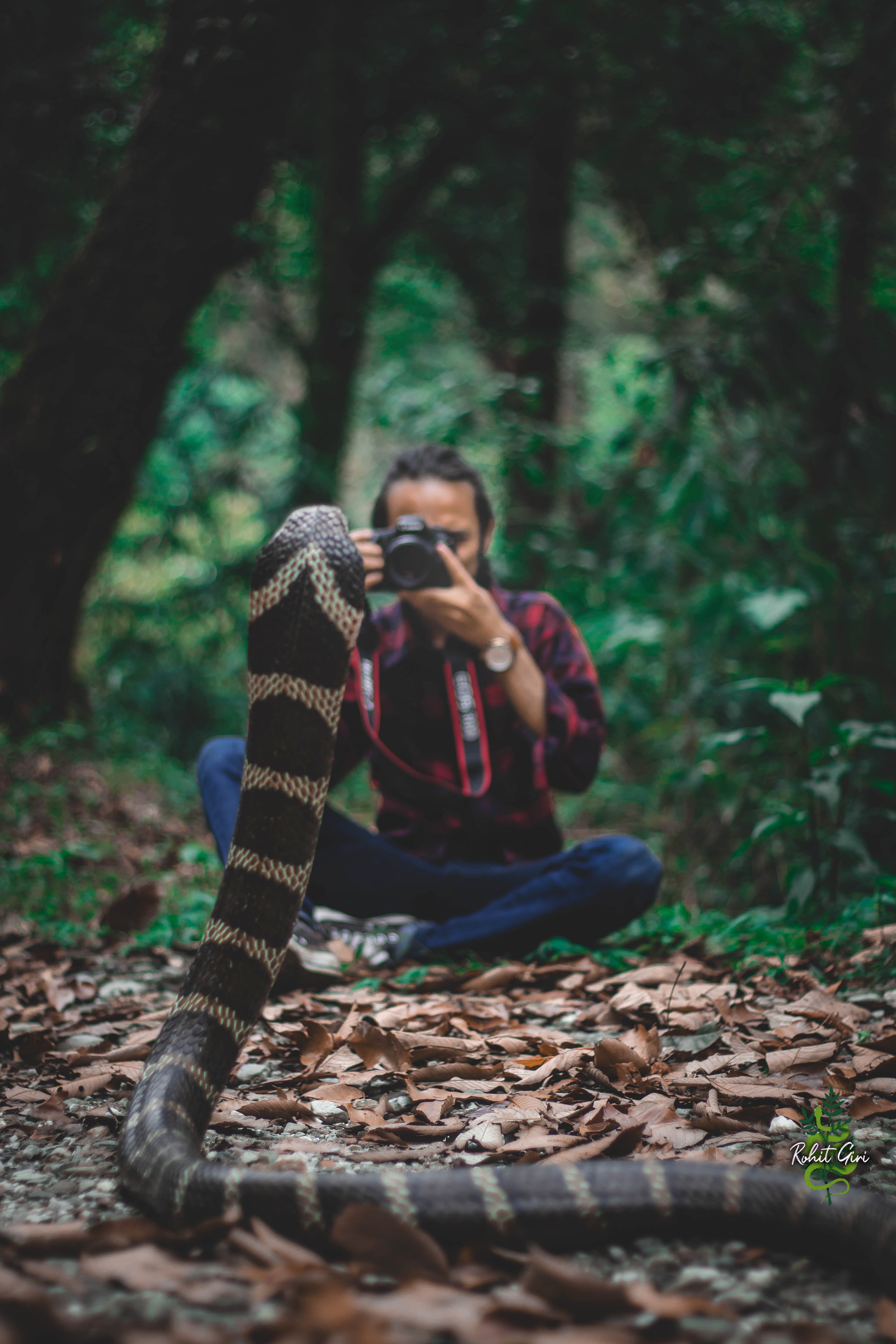
Kobra královská s výraznými světlými pruhy na zádech

Je považována nejen za nejdelší kobru, ale i za nejdelšího jedovatého hada světa. Dorůstá délky patrně až 5,85 m, podle Guinnessovy knihy rekordů (2008) dosáhl největší zaznamenaný exemplář odchycený v roce 1937 v Negeri Sembilan a následně chovaný v zajetí délky 5,71 m, biolog Jiří Felix ve své publikaci uvádí doložené maximum 5,60 m, ale lze předpokládat, že nejstarší jedinci dosáhnou jistě 6 a více metrů. Vážit může kobra i 20 kg. Některé východní zpravodajské weby hovoří o kobrách velkých až 7 m a těžkých 30 kg. Je třeba podotknout, že jde o maximální hodnoty, kterých hadi běžně nedosahují. Poslední zmiňované údaje ani nelze považovat za důvěryhodné, pravděpodobně jsou to jen velmi nadsazené odhady. Více viz odstavec níže.
Kobry královské obyčejně měří 2–4,5 m a dosahují hmotnosti 3–12 kg. Poměrně výrazný je pohlavní dimorfismus. Obecně platí, že do větších rozměrů rostou samci; ti jsou v průměru velcí 3–4 m a váží obvykle do 10 kg, zatímco samice 2,25–2,75 m a váží většinou do 5 kg. V Isán na východě Thajska, na základě dat z cekem 31 odchycených hadů mezi lety 2013 až 2018 (24 samců, 7 samic), samci rostou do délky 2,08–3,71 m a hmotnosti 1,92–8,44 kg, samice 1,95–2,54 m a 1,43 kg–3,60 kg. V Západním Ghátu v jižní Indii bylo mezi lety 2005 až 2009 odchyceno 106 jedinců (79 samců, 27 samic). Samci dosahovali průměrné délky 3,5 m a hmotnosti 4,5 kg, samice měřily průměrně 2,5 m a vážily 3,4 kg. Žádný had nepřesáhl délkou 4 metry a hmotností 10 kg.

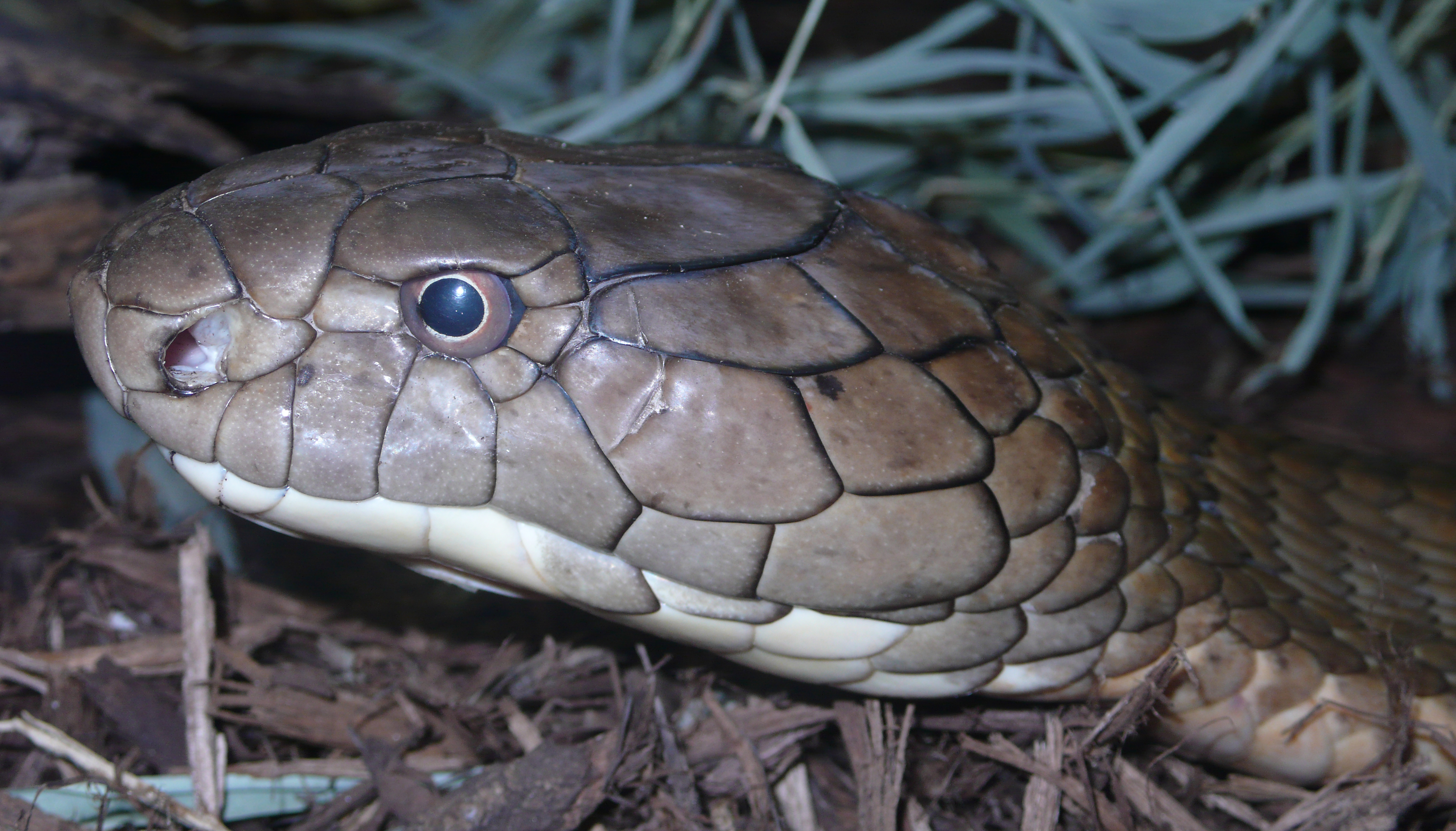
Masivní hlava kobry královské

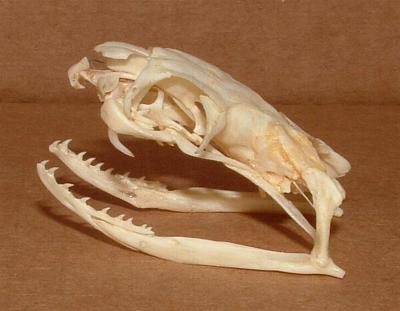
Lebka kobry královské

Kobra královská dokáže zvednout jednu třetinu těla do výšky až 1,8 metru a hledět tak člověku přímo do tváře. I v takové pozici je velmi agilní. Hlava dospělého hada může být poměrně masivní a objemná, totéž límec (výstražně nafouknutý krk). Tělo kobry je olivově zelené s příčnými pruhy, spodní část má světlé zbarvení. Odstín barev se může lišit v závislosti na tom, kde konkrétní jedinec žije (resp. v jakém habitatu; v hustém lese budou hadi tmavší a ti, žijící v otevřené krajině, naopak světlejší). Mladí jedinci jsou černí s výraznými bílými nebo žlutými příčnými pruhy ve tvaru prýmku, který směřuje k hlavě. S věkem tato příznačná kresba bledne a může i zcela zmizet. Dospělý jedinec má 15 řad dorsálních (hřbetních) šupin, 215–264 ventrálních (břišních) šupin a 80–125 subkaudálních (spodních ocasních) šupin.
Kobra má proteroglyfní chrup, což znamená, že má dva krátké, asi 12–15 mm dlouhé a pevné (nesklopné) jedové zuby umístěné v přední části tlamy. Pokud se brání před nebezpečím, uštkne soupeře opakovaně. Způsob, jakým se kobra královská zakousne do oběti – tzn. déle trvající zákus a exprese jedu „žvýkáním“, zvyšuje pravděpodobnost intoxikace.
Navzdory velikosti jde o poměrně tichého hada. Zatímco syčení většiny hadů má široké frekvenční rozpětí v rozmezí zhruba od 3 000 do 13 000 Hz s dominantní frekvencí kolem 7 500 Hz, sykot kobry královské dosahuje méně než 2 500 Hz a běžné frekvence kolem 600 Hz. Podle výpovědi lidí, kteří se s kobrou královskou setkali, připomíná její zvuk spíše „vrčení“ než syčení, za což by mohly být zodpovědné tracheální divertikly coby nízkofrekvenční rezonanční komory v horních cestách dýchacích.

### Inteligence
Kobru královskou považují někteří odborníci za jednoho z nejinteligentnějších hadů. Je to mj. jediný had, který svým vejcím staví hnízdo, které mívá i složitější strukturu (více zde). Mimo schopnosti předem plánovat a přizpůsobit se prostředí dokáže i promptně měnit strategii v reakci na různé situace, např. při lovu kořisti. Má také skvělou paměť – umí si zapamatovat jednotlivce, jejich chování a pravidelné rituály. V zajetí rozezná svého ošetřovatele. Podle některých názorů se odlišuje i svým oduševnělým výrazem.

## Jed a útočnost
Její jedové váčky obsahují velké množství vysoce účinného jedu, který dokáže usmrtit člověka během několika minut. Zvládla za poměrně krátkou dobu (během tří až čtyř hodin) zabít i dospělého slona, kterého kousla do chobotu.

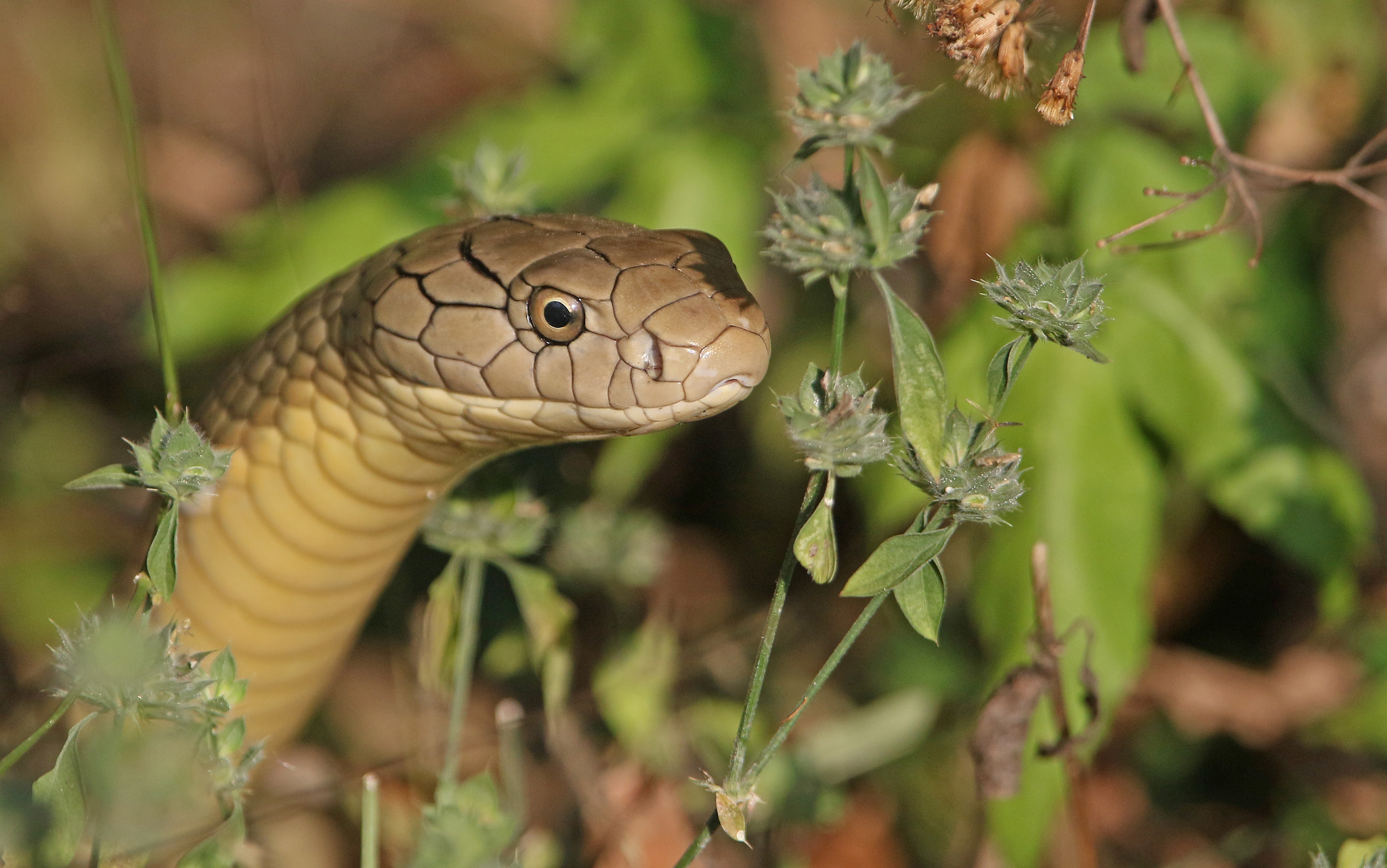
Kobra královská má k dispozici velmi silný jed, kterým dokázala zabít i dospělého slona

Jed kobry královské obsahuje nejméně 14 různých sloučenin (proteinů). Tvoří se v páru postorbitálních jedových žláz (jedna na každé straně za okem) a skládá se z cytotoxinů, neurotoxinů a kardiotoxinů, způsobuje tedy paralýzu nervového systému, což vede k silné bolesti, rozmazanému vidění, závrati, ospalosti a nakonec k ochrnutí. Za nadměrnou hypolokomoci (nehybnost) a hyperalgezii (zvýšené vnímání bolesti) je zodpovědný protein zvaný ohanin. Při vědomí člověk není schopen motorické odpovědi ani reakce na fyzickou bolest, u pacientů je proto důležitá adekvátní analgezie. Patrný je též otok, který se může rozlézt po celé končetině. Pokud je intoxikace závažná, následuje kardiovaskulární kolaps a oběť upadá do kómatu. Smrt nastává obvykle zástavou dechu v důsledku respiračního selhání. K úmrtí může dojít do 20–30 minut, za 6 hodin, ale také až za 12 hodin. V některých případech může dojít k úmrtí i během několika málo minut.
Jediným uštknutím dokáže vyloučit 350–500 mg nebo 420 mg suchého jedu (přičemž maximum odebraného jedu odpovídalo až 900 mg nebo dokonce 1 000 mg sušiny), jehož toxicita vyjádřená hodnotou LD50 (u myší) činí 0,12 mg/kg, 0,34 mg/kg, 1,28 mg/kg, 1,31 mg/kg nebo 1,20–3,50 mg/kg (intravenózně), 1,09 mg/kg či 1,50–1,70 mg/kg (subkutánně) a 0,35 mg/kg či 1,64 mg/kg (intraperitoneálně). K neutralizaci jedu může být zapotřebí 15–20, 33 a vzácně dokonce až 115 (1150 ml) injekčních lahviček s protijedem. Navzdory variabilitě druhu existuje na celém světě pouze jeden druhově specifický protijed, který se vyrábí v Thajsku s využitím jedu pocházejícího z původních thajských kober královských. Není-li dostupný typický protijed, podává se antisérum proti jedu kober Naja sp., smrtonošů Acanthophis sp., pakober Notechis sp. nebo vodnářů Hydrophis sp.
Z celkem 35 popsaných případů uštknutí došlo k intoxikaci ve 33, pouze u dvou nebyly příznaky žádné. Pravděpodobnost, že při uštknutí vpraví do oběti jed, je tedy vyšší než 80%. Rozhodující je ale množství vstříknutého jedu, proto oddělení klinické toxinologie Adelaidské univerzity uvádí, že je uštknutí smrtelné pouze v 50–60 % medicínsky neošetřených případů. Nicméně geografické variace kobry královské naznačují rozdíly ve složení jedu, takže v některých případech, v závislosti na lokalitě, může být letalita i téměř stoprocentní. Jsou známy i situace, kdy jed nevypustila vůbec. K poměrně málo úmrtím dochází také proto, že kobra není příliš agresivní, ale ani hojná. Obecně má kobra královská mírný temperament, navzdory častému výskytu v narušených a zastavěných oblastech se lidem ráda a celkem úspěšně vyhýbá. Zaútočit na člověka může třeba z toho důvodu, že ji „překáží“ v cestě do úkrytu (ráda by se před ním schovala, ale nemůže). Nebezpečná je hlavně v období rozmnožování, když brání své hnízdo.
Mláďata mají stejné jedové žlázy jako dospělí, takže jsou nebezpečná už od narození. Navíc bývají ostražitější a tím i agresivnější, jsou-li vyrušena.
V jedu kobry královské se nacházejí složky, jež vykazují silnou protinádorovou aktivitu a mohly by tak být účinné při léčbě různých typů rakoviny.

### Posmrtné uštknutí

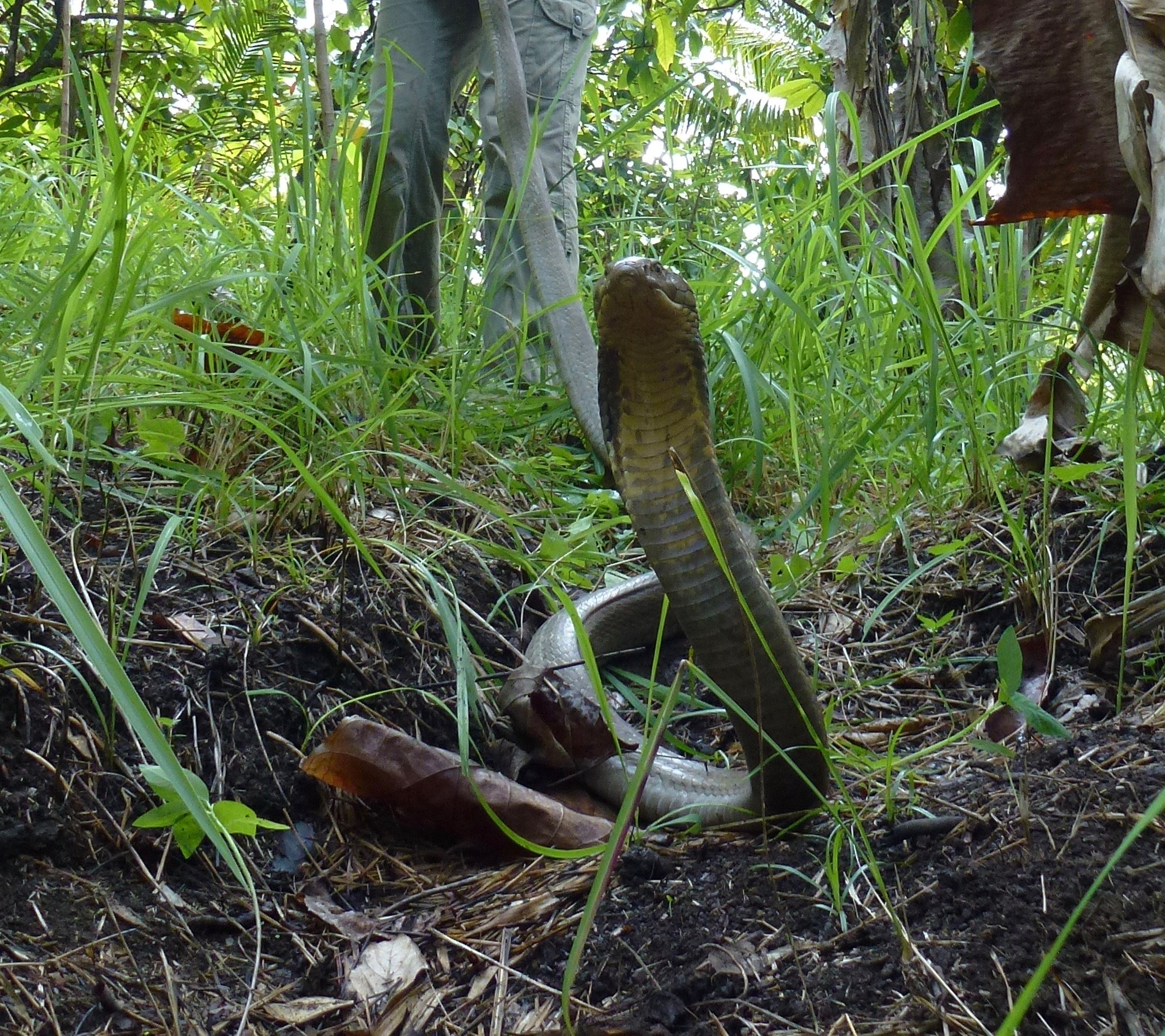
Kobra královská u člověka

Hadi, stejně jako řada jiných plazů a obojživelníků, jsou známí tím, že si po smrti zachovávají určité reflexy, takže i zcela odříznutá hlava hada, oddělená od těla, reaguje určitou dobu (asi do 45 nebo maximálně 50 minut, ale možná údajně i několik hodin) svými svaly, zejména těmi, které hýbou jedovými zuby. V roce 2014 na posmrtné uštknutí zemřel čínský kuchař, když připravoval kobří polévku, a sáhl pak na useknutou hlavu hada, která ho do ruky kousla a vypustila i jed, přestože ležela asi 20 minut stranou.

### Imunita vůči jedu
Žádný živočich není stoprocentně odolný vůči hadímu jedu a dokonce ani samotní jedovatí hadi nejsou absolutně imunní vůči vlastnímu jedu, ačkoli jejich odolnost je velká. Velmi odolné jsou například promyky (Herpestidae), jedni z možných nepřátel kober. Přirozeně také člověk není vůči hadímu jedu imunní a nemůže takovou imunitu získat, ani když ho had uštkne několikrát. Takový člověk sice může být odolnější, ale je-li vystaven většímu množství jedu, zachrání ho jen okamžitá lékařská péče nebo spíše protijed. Avšak úroveň odolnosti či citlivosti na hadí jed se liší takřka člověk od člověka.

## Potrava

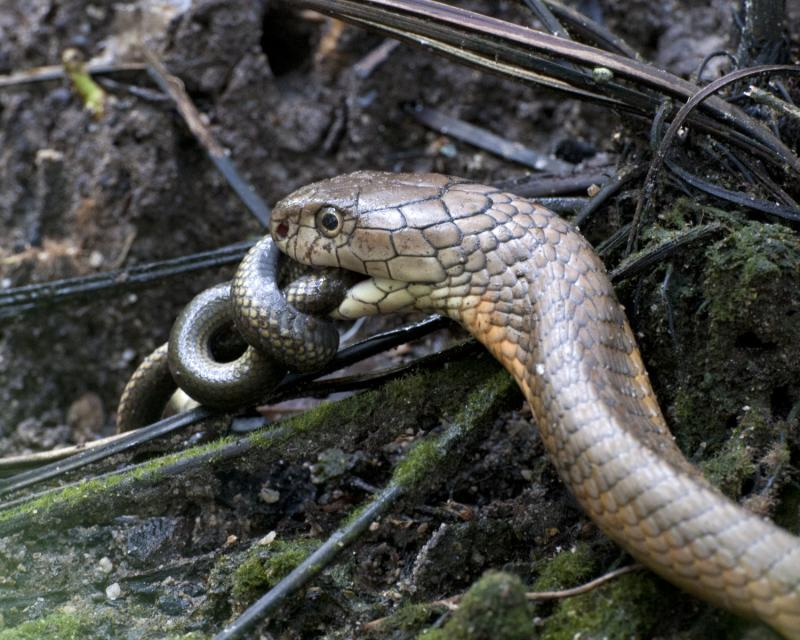
Kobra královská požírá hada, svou nejoblíbenější kořist

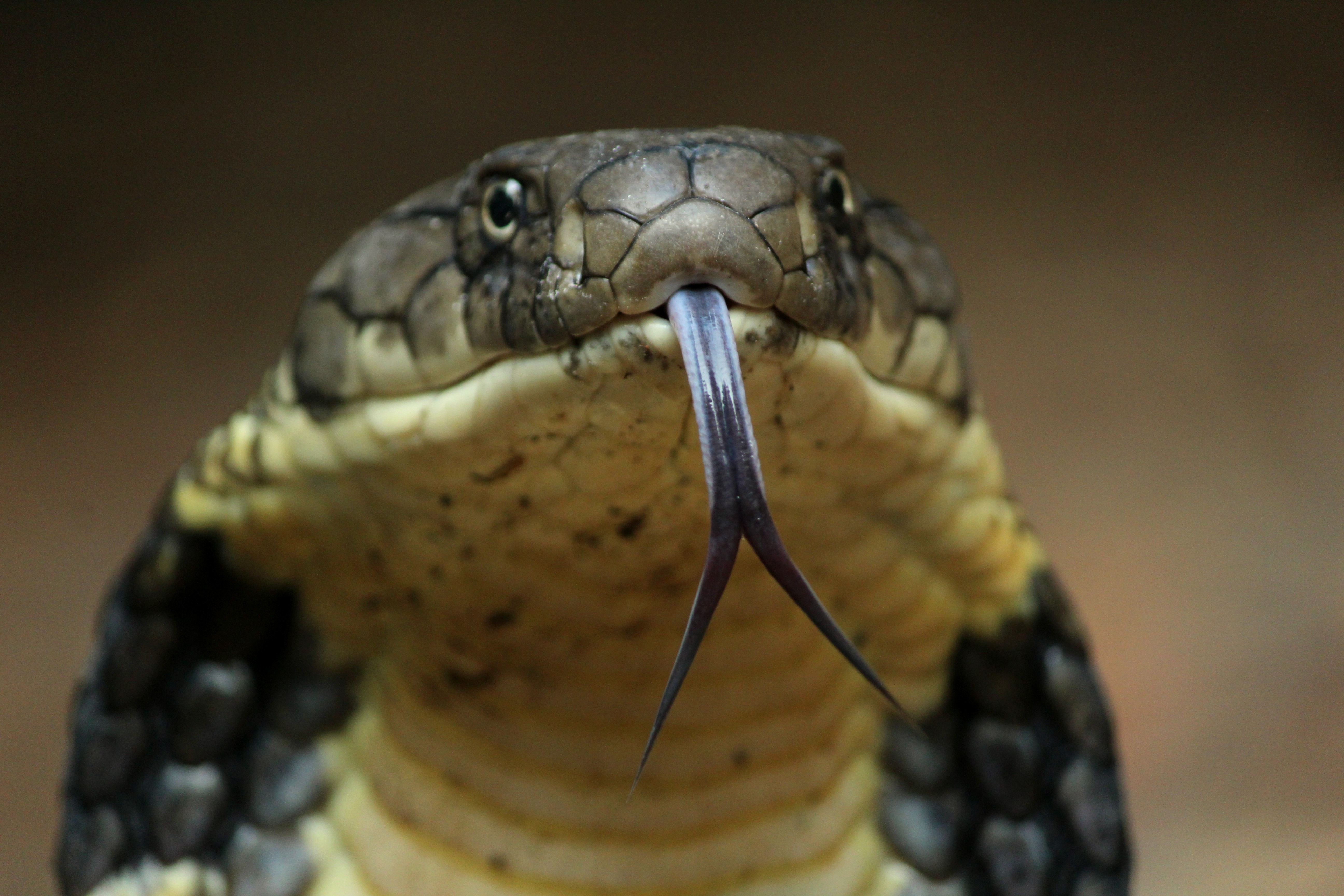
Kobra královská vyplazující svůj rozeklaný jazyk

Kobra královská se specializuje na lov jiných hadů (Ophiophagus = „požírač hadů“). Její nejoblíbenější kořistí jsou užovky (Colubridae). Zabíjí i další hady (např. krajty, zmije), včetně jedovatých druhů (kobra indická, bungar, ploskolebec) a příslušníků vlastního druhu. Jedinec o velikosti 3,66 m dokáže skolit krajtu dlouhou i 2,80 m. Doplňkovou kořistí jsou plazi (ještěrky i ještěři – zmocnit se dokáže též varanů), ptáci a hlodavci. Kobra nutně nevypouští jed při každém útoku, někdy svou kořist udusí podobně jako hadi škrtiči. Zabité hady polyká od hlavy. Kořist celou pohltí za více než hodinu, jindy i do 4 minut a spolkne ji tak za živa (záleží na velikosti). Hledáním potravy se zabývá nejméně 37 minut a maximálně 7 hodin denně (průměrně 3,5 hod./den), ale díky svému pomalému metabolismu nemusí kobra přijímat potravu i několik měsíců. 
Na rozdíl od některých jiných hadů kobra královská svou oběť, pokud ji lapí, nepouští, což odpovídá charakteru kořisti; živí se zejména hady, na které působí jed mnohem pomaleji, nežli třeba na savce nebo ptáky. Pokud by svou obvyklou kořist ze sevření osvobodila, mohla by ji pak ztratit z dohledu.
Kobra královská má pružné čelisti a dokáže proto spolknout kořist mnohem větší, než je její hlava. Čelisti jsou spojeny pružnými vazy umožňující extrémní rozevření; dolní čelistí může pohybovat nezávisle na horní. Než had potravu spolkne, silný jed, který do oběti vypustí, kořist již zčásti natráví.
Podobně jako ostatní hadi i kobra královská „získává informace“ pomocí svého rozeklaného jazyka, kterým zachytává pachové částice a ty přenáší do Jacobsonova orgánu, který má uložený v hlavě. Dále využije své velké černé oči s průhlednými srostlými víčky, díky kterým nemusí mrkat, což je při lovu praktické. Vnímat však může i vibrace. Pozorování naznačují, že je schopna zaznamenat přítomnost kořisti vzdálené i 100 metrů od ní. Strnulou (nepohybující se) kořist však okem nespatří, ani pokud je velmi blízko. Oko hada nedokáže zaměřit se na předměty, jako to známe u savců nebo u ptáků, a je obecně krátkozraký.
Někdy kobra přecení své síly a stane se sama obětí. Je znám případ, kdy dospělou kobru královskou přemohla a uškrtila potenciální kořist krajta mřížkovaná.

## Rozmnožování a životní cyklus
Samce se samicí lze spatřit pouze v období páření, přesto se často páří se stejným jedincem (tzv. sezónní monogamie). Samice je gravidní 50 až 59 dní. Klade v období od dubna do června (v Thajsku od ledna do května) asi 12 až 51 vajec (v přírodě nejčastěji 14–43, v zajetí až 56). Vejce mají šířku 23 až 33 mm, na délku 31 až 73 mm a váží 18,4 až 40 g.

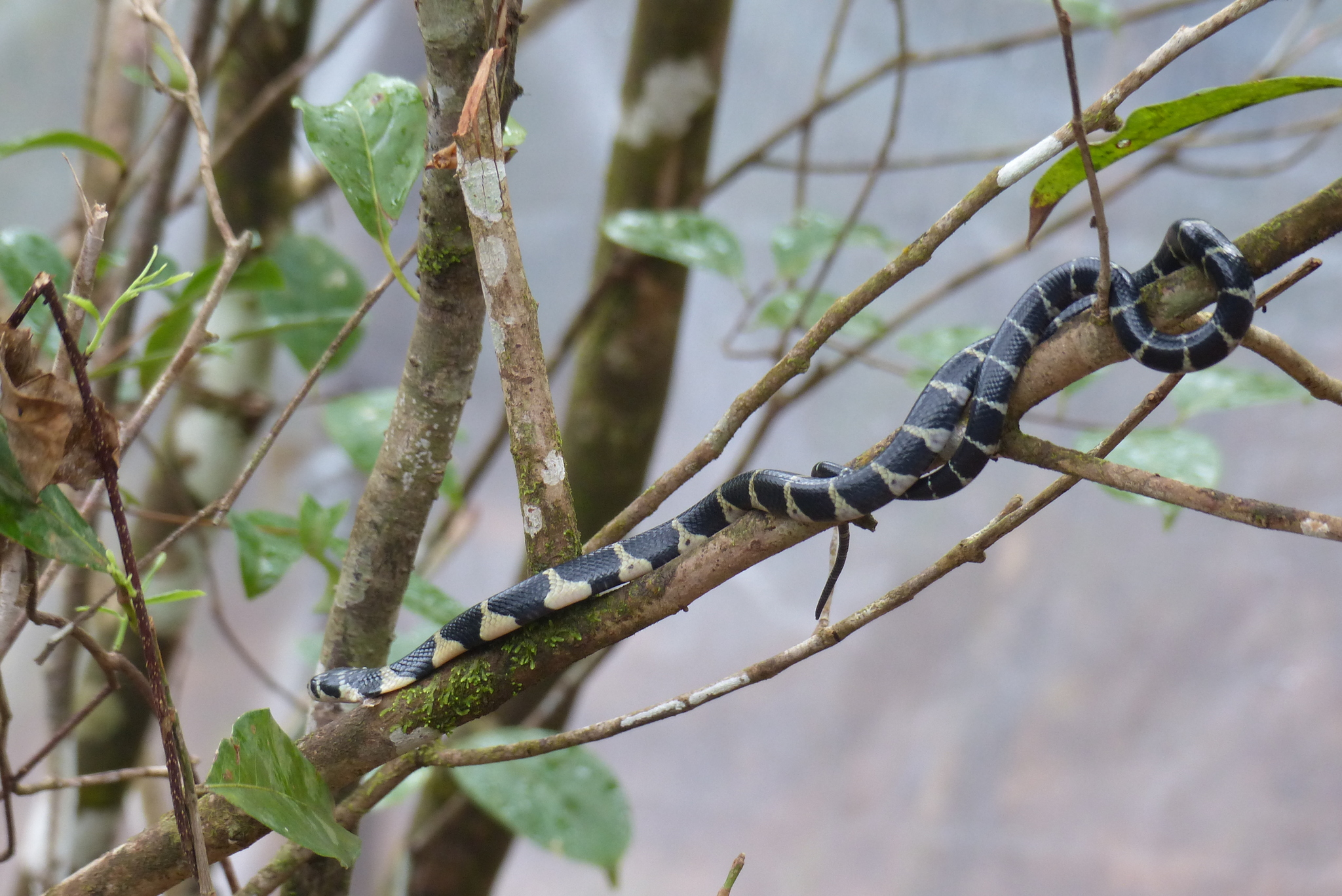
Mladý jedinec

Samice je pokládá do nadzemního dvoukomorového hnízda, které sama staví. Kobra královská je jediným hadem, který tvoří hnízda. Většina hnízd leží u kmene stromu a je postaveno z hromady podestýlek a různého organického materiálu; uprostřed může být vysoké 55 cm, základ široký 140 cm. Materiál kobra přenese nikoli v čelistech, ale ve smyčce přední části těla. V horní části hnízda zůstává samice (případně i vystřídavší samec) obvykle po celou dobu inkubace, tedy 51 až 100 dní, a vejce bedlivě střeží. V těchto okamžicích může být kobra agresivnější. Nicméně u kober z jihozápadní Indie bylo vypozorováno, že hnízda po nakladení opouštějí, takže je nestřeží. Některé behaviorální aspekty se tedy mohou lišit v závislosti na regionu, a tedy důsledkem toho, kde a v jakém prostředí hadi žijí.
Délku inkubace ovlivňuje okolní prostředí. Teplota v hnízdě obvykle kolísá mezi 26 a 29,5 °C; např. při 28 °C se hadi vylíhnou za 70 dní. Relativní vlhkost v hnízdě je přibližně 80–97%. Úspěšnost líhnutí je vysoká, až 98%. Vylíhnutá mláďata mají délku okolo 48 až 65 cm, tloušťku těla cca 1,25 cm a hmotnost 12,2 až 24 g. Jsou zcela samostatná a už za 10 dní, po prvním svleku, aktivně vyhledávají potravu. V zajetí se rozmnožují ve věku 5–6 let, divoce žijící hadi pravděpodobně ještě později. Ve volné přírodě se kobra dožívá okolo 20, výjimečně i 30 let. Jako i jiní hadi pravidelně obměňuje svou kůži, stejně jako oční víčka, zuby či špičku jazyka. V mládí se kobra svléká co každý měsíc, v dospělosti asi 4–6krát za rok.

### Pářicí ústrojí
Samec i samice mají kloaky, přičemž samec při kopulaci vysune párový rohovitý pyj opatřený zpětnými drobnými háčky a podélnou rýhou, kterým samici oplodní (viz též hemipenis).

## Přirození nepřátelé
Kobra královská stojí na vrcholu potravního řetězce a má jen minimum nepřátel. Spíše mladých jedinců se může zmocnit promyka, která je velmi odolná vůči hadímu jedu, ale zaměřuje se hlavně na kobry indické a jiné menší hady. Ostatní jedovatí hadi nedokáží kobru královskou ohrozit, neboť ta je vůči jejich jedu prakticky (z velké části) imunní. Nicméně krajty se někdy dokáží útoku kobry ubránit a udusit ji.

## Vztahy sčlověkem

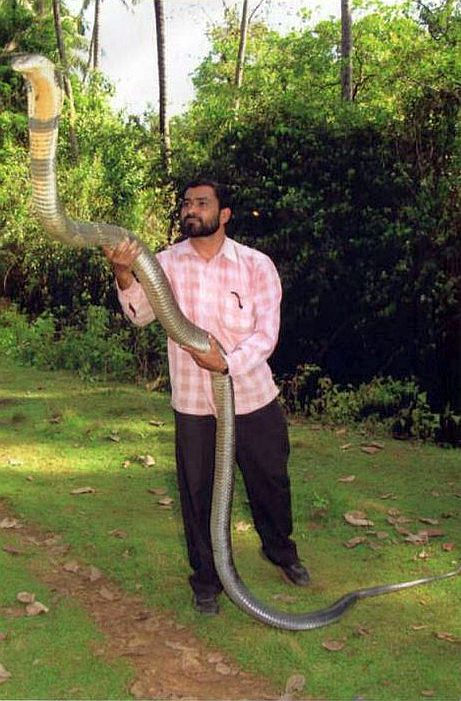
Člověk s kobrou královskou

Kobra královská disponuje prudkým neurotoxickým jedem, kterého má velké množství. Přesto nepatří mezi tzv. velkou čtyřku nejnebezpečnějších indických hadů (kobra indická, zmije řetízková, zmije paví, bungar modravý). Není totiž příliš hojná, v případě nebezpečí preferuje útěk a ne vždy vypustí do kousnutí jed. Přesto je zaznamenáno každoročně několik uštknutí. Důležité je podat co nejdříve sérum. Kobra se do kontaktu s lidmi dostává nejčastěji tak, že pronásleduje jiné hady, kteří v blízkosti lidských obydlí vyhledávají krysy, potkany a jiné hlodavce.

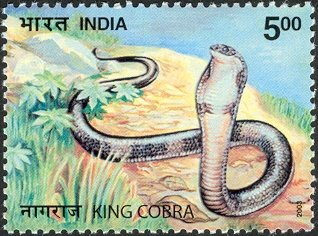
Kobra královská na známce Indie z roku 2003

Kobra královská je druhým oblíbeným hadem pro krotitelé hadů spolu s kobrou indickou. Ačkoli není úplně hluchá, zvuk flétny neslyší, ale reaguje na její pohyby.
Zajímavý mýtus se vztahuje ke kobrám v Indii. Někteří lidé věří, že obraz toho, který zabije tohoto hada, zůstane v očích zaznamenán. Když pak mrtvého hada objeví jeho partner, může podle tohoto obrazu najít jeho vraha a pomstít se. Proto bývají u zabitých kober hlavy znetvořeny či spáleny.
Kobry královské jsou zásluhou své velikosti a reputace populárními chovanci zoologických zahrad. V Česku je nalezneme v Zoo Dvorec a Zoo Plzeň (listopad 2023).

### Ohrožení

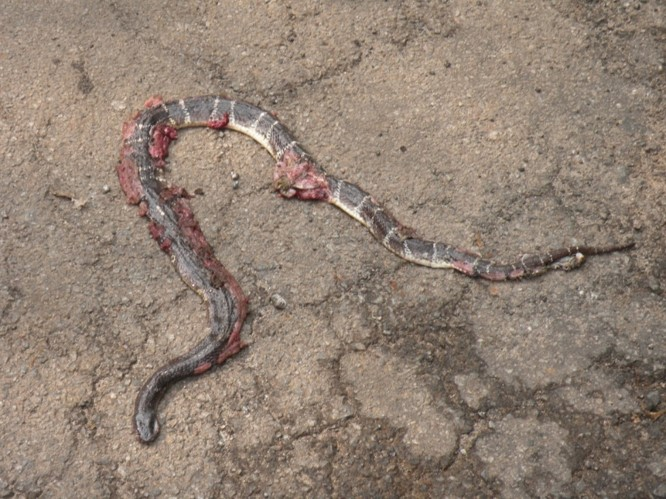
Mrtvá kobra královská přejetá na silnici

Kobra královská se podle norem IUCN počítá mezi zranitelné druhy. Je to v důsledku ničení jejího přirozeného prostředí (i když dokáže žít v různých biotopech, průzkum v severozápadní Indii dokazuje, že klíčovým životním prostředím jsou nedotčené lesy) a také kvůli poptávce po jejím mase a kůži. Využívají se rovněž na výrobu „léčebných“ prostředků v orientální medicíně. Za další hrozbu, leč menší nebo možná podceňovanou, lze považovat automobilový provoz: občas odborníci narazí na kobry přejeté na silnicích.
V Indii se populace hadů snížila o 30 % během 75 let zejména kvůli odlesňování. Ve Vietnamu se populace kobry snížila o 80 % za pouhých 10 let a v Číně za podobně krátkou dobu zmizela odhadem až polovina populace. V dalších lokalitách, jako např. v Nepálu, Myanmaru, Malajsii a lokálně i v Singapuru je dnes rovněž velmi vzácná.

### Ochrana
Kvůli hrozbám a mizející populaci je kobra královská chráněná v Číně, Vietnamu a Indii. Uvedena je v úmluvě CITES v příloze II. (Čína, Vietnam) a v Indii spadá pod zákon číslo 53. z roku 1972, kdy za zabití hada může být viník potrestán odnětím svobody až na šest let. Na Filipínách jsou kobry královské zařazeny na seznam ohrožených druhů. Je zde zakázáno zabíjení, obchod a konzumace hadů s určitými výjimkami, jako je domorodý lov pro obživu nebo pokud kobra ohrožuje lidský život, s maximálním trestem odnětí svobody na dva roky a pokutou 20 000 ₱.

## Filmografie
- Království kobry (Kingdom of the Cobra, Kanada, 2009)
- Hledání královské kobry (In Search of the King Cobra, Velká Británie, 2005, uvádí Austin Stevens)
- Královna kobra a já (King Cobra and I, Velká Británie, 2006, uvádí Romulus Whitaker)
- Nejnebezpečnější hadi Číny (Ten Deadliest Snakes: China, Velká Británie, 2013, uvádí Nigel Marven)